# スナイパー (ヒップホップ)
スナイパー（フランス語: Sniper）はフランスのヒップホップ・ユニット。メンバーはパリの郊外出身の移民の2世たちで、攻撃的な歌詞で政治家から非難を受けるなどの社会論争を引き起こしてきた。

## メンバー
- El Tunisiano - ラッパー、本名バシル・バクール (Bachir Baccour)、チュニジア系、ヴァル＝ドワーズ県出身
- Aketo - ラッパー、本名リヤド・セルミ (Ryad Selmi)、アルジェリア系、ヴァル＝ドワーズ県出身
- Black Renega (Blacko) - ラッパー、本名カール・アッペラ (Karl Appela)、レユニオン系、セーヌ＝サン＝ドニ県出身
- DJ Boudj - DJ、アルジェリア系、セーヌ＝サン＝ドニ県出身

## 来歴
グループは1998年、「Personnalité Suspecte」という名で結成され、後に現在の「Sniper」に改名された。彼らがミックステープやコンピレーション・アルバムへの参加を重ねた（「The Power of Unity」、「Premiere classes」、「B.O.S.S.」など）。3枚目のアルバムのTrait pour traitは離脱したDJ Boudjを除く3人のメンバーによって2006年にリリースされた。メンバーはその後ソロ活動に移行した。
彼らの曲には政治的なテーマを扱ったものが多く、イスラエルによるパレスチナ支配を扱った「Jeteur de pierres」や、フランスの政治体制の不正を糾弾しフランスを『あばずれ』呼ばわりした「La France」、「La France 2」などがある。
そうした過激な歌詞は論争を呼び、当時の内務大臣であったニコラ・サルコジによって「暴力的で人種憎悪的、汚らわしい」と非難された。

## その他
格闘技「K-1」の選手であったシリル・アビディが、現役時代「Gravé dans la roche」を入場曲として使用していた。

## アルバム
- Du rire aux larmes (2001)
- Gravé dans la roche (2003)
- Trait pour trait (2006)
- À toute épreuve (2011)
- Best Of (1997 - 2009) (2011)
- Personnalité suspecte vol.1 (2018)